# Dalkia
Dalkia – francuskie przedsiębiorstwo działające w branży usług energetycznych. Jej dwie główne dziedziny działalności to generowanie oszczędności energii poprzez wprowadzanie efektywnych rozwiązań, a także wykorzystywanie alternatywnych energii odnawialnych takich jak biomasa, geotermia, biogaz oraz energia pochodząca z odzysku.
Od 25 lipca 2014 r. Dalkia jest spółką należącą w 100% do Grupy EDF.
W roku 2018 spółka zrealizowała obroty w wysokości 4,2 mld euro. Zatrudnia 15 500 pracowników Od 1 stycznia 2017 r. kieruje nią Sylvie Jéhanno.

## Historia

### Początki
Dalkia, spółka utworzona w 1937 roku, początkowo była znana pod nazwą Chauffage Service. W 1967 roku Chauffage Service dokonała fuzji z Compagnie Générale de Chauffe (CGC). Następnie, w 1980 roku, CGC została przejęta przez Compagnie Générale des Eaux, która w 1998 roku przyjęła nazwę Vivendi. W 1986 roku spółki CGC i Montenay dokonały fuzji i utworzyły w ramach grupy Vivendi platformę Énergie Services.

### Powstanie spółki Dalkia
W 1998 roku organizacja przyjęła nazwę Dalkia. Funkcjonowała wówczas jako spółka zależna koncernu Vivendi Environnement. W 2000 roku do spółki wszedł kapitałowo EDF. Porozumienie umożliwiło poszerzenie gamy proponowanych usług oraz wsparcie rozwoju na rynkach zagranicznych. W 2001 roku Dalkia przejęła przedsiębiorstwo Clemessy. W 2002 roku Dalkia stała się europejskim liderem w dziedzinie usług energetycznych. W 2003 roku Vivendi Environnement przyjęło nazwę Veolia Environnement.
W 2008 Dalkia odsprzedała spółki Clemessy i Crystal przedsiębiorstwu Eiffage.

### Rozdzielenie działalności we Francji i za granicą
Na mocy porozumienia między Veolią i EDF, w lipcu 2014 roku, działalność Dalkii realizowaną we Francji przejął EDF, natomiast jej działalność zagraniczną Veolia.

### Od 2014 roku
Dalkia posiada 6 wyspecjalizowanych spółek branżowych i rozwija się na rynkach międzynarodowych. Poza Francją, głównie w Polsce, Rosji, Wielkiej Brytanii i USA.
W Polsce Dalkia utworzyła swoją spółkę zależną DK Energy Polska sp. z o.o. w 2014 roku, obecnie Dalkia Polska.
W 2015 roku dołączył do niej ZEC Katowice, operator zajmujący się zarządzaniem, optymalizacją i rozwojem miejskich sieci ciepłowniczych w regionie konurbacji śląsko-dąbrowskiej. W 2017 roku Dalkia uzupełniła swoją ofertę w Polsce, pozyskując spółkę Matex Controls, wyspecjalizowaną w zapewnianiu efektywności energetycznej w budynkach i obiektach przemysłowych.
W wyniku rebrandingu, od 19 września 2018 roku, spółki Grupy Dalkia w Polsce występują pod jedną, wspólna marką. W 2019 roku, ZEC Katowice zmieniły swoją nazwę na Dalkia Polska Energia a Matex Controls na Dalkia Polska Solutions.

## Działalność
Zakres działalności grupy Dalkia dotyczy trzech podstawowych obszarów:
- sieci ciepła i chłodu (stanowiące 27% jej działalności w roku 2017)
- usług na rzecz efektywności energetycznej w budynkach (36%)
- rozwiązań energetycznych dla obiektów przemysłowych (13%).

Klientami Dalkii są zakłady przemysłowe (32%), sektor handlu i usług (16%), placówki służby zdrowia (9%), mieszkalnictwo wielorodzinne (25%), samorządy (18%).
Świadczone przez nią usługi obejmują:
- wykorzystanie energii odnawialnych oraz pochodzących z odzysku[5]
- zarządzanie infrastrukturą energetyczną
- projektowanie i zarządzanie instalacjami (koncepcja, eksploatacja, utrzymanie)
- optymalizacja zużycia energii w obiektach klientów (w szczególności poprzez centrale monitorowania parametrów energetycznych instalacji)[6].

### Energie odnawialne
Grupa Dalkia często stosuje rozwiązania opierające się na wykorzystaniu energii odnawialnych oraz pochodzących z odzysku źródeł takich jak.: biomasa, geotermia, gaz kopalniany, ciepło z data centers, biogaz i kogeneracja.
W grudniu 2017 roku spółka ogłosiła, że jej celem jest osiągnięcie 50% udziału energii odnawialnych oraz pochodzących z odzysku w perspektywie do roku 2022.

### Transformacja energetyczna
Miasta i użytkownicy (mieszkańcy, przedsiębiorstwa, samorządy itp.) dla zmniejszenia emisji CO2 i dla „zazielenienia” stosowanego bukietu energetycznego eksploatują « zielone » sieci ciepłownicze, zasilane za pomocą energii odnawialnych i pochodzących z odzysku.
Dla zoptymalizowania wydajności swych instalacji oraz zmniejszenia kosztów energii klienci korzystają z różnorakich usług proponowanych przez Dalkię, takich jak na przykład umowy o efektywność energetyczną, czy też kontrolowanie instalacji za pomocą centrów monitorowania efektywności energetycznej (DESC).

### Międzynarodowa grupa
Od rozdzielenia działalności na prowadzoną we Francji i za granicą, Dalkia, silnie reprezentowana na rynku francuskim, dynamicznie rozwija się także na rynkach zagranicznych. W 2018 roku Dalkia jest obecna w 8 krajach. Jej spółki poza Francją zatrudniają łącznie 2800 osób.
Do spółek, które dołączyły do grupy Dalkia, były między innymi: polskie przedsiębiorstwo ZEC Katowice (obecnie Dalkia Polska Energia) oraz rosyjska Dalkia Rus.
Od 1 stycznia 2017 r. grupą Dalkia kieruje Sylvie Jéhanno W 2017 roku Sylvie Jéhanno ogłosiła, że rozwój zagraniczny jest jednym z głównych kierunków strategii Dalkii.
W perspektywie do roku 2022 spółka zamierza osiągnąć 50% wzrost działalności realizowanej poza Francją. W październiku 2017 roku Dalkia poinformowała o nabyciu spółki Matex Controls (obecnie Dalkia Polska Solutions), polskiego MŚP specjalizującego się w inżynierii klimatycznej w obiektach przemysłowych oraz handlowych i usługowych.
W sierpniu 2018 roku Dalkia zakupiła w Stanach Zjednoczonych spółkę Aegis Energy Services (obecnie Dalkia Energy Solutions), wyspecjalizowaną w systemach kogeneracyjnych.

## Kluczowe dane
Oto kluczowe dane przedstawiające działalność Grupy Dalkia:
- Ponad 330 miejskich lub lokalnych sieci ciepła lub chłodu o łącznej długości 2700 km
- Ponad 2 miliony ogrzewanych mieszkań
- 560 instalacji na biomasę
- Ponad 2 miliony ogrzewanych lokali mieszkalnych w zabudowie wielorodzinnych
- Ponad 19 900 zarządzanych obiektów handlowych lub usługowych
- Ponad 2300 zarządzanych obiektów przemysłowych
- Ponad 3400 zarządzanych placówek opieki zdrowotnej, reprezentujących 409 000 łóżek

## Organizacja
Dalkia posiada 6 spółek specjalistycznych:
- Dalkia Biogaz (dawniej Verdesis) to spółka wyspecjalizowana w wytwarzaniu, obróbce (dostosowaniu) i wykorzystaniu (gospodarczym) biogazu
- Dalkia Smart Buildings projektuje i wdraża energetyczne rozwiązania eko-efektywne w obszarach: inżynierii klimatycznej, elektrycznej, wykorzystania zasobów oraz technicznego zarządzania budynkami,
- Dalkia Froid Solutions jest spółką specjalistyczną w dziedzinie chłodu przemysłowego, chłodu komercyjnego oraz inżynierii klimatycznej
- Dalkia Air Solutions to przedsiębiorstwo zajmujące się sprężonym powietrzem.
- AsterIoT proponuje rozwiązania dedykowane zarządzaniu mediami i optymalizacji energii w budynkach wielorodzinnych, na bazie informacji uzyskanych z urządzeń telemetrycznych.